# Château-Grillet
Château-Grillet is een Franse witte wijn uit de Noordelijke Rhône. 

## Kwaliteitsaanduiding
Château-Grillet heeft sinds 1936 een AOC-AOP-status. Het is de kleinste AOC in de Rhône. 

## Toegestane druivenrassen
100% Viognier

## Gebied
Château-Grillet omvat slechts één wijngaard in het departement Loire, in de gemeenten Saint-Michel-sur-Rhône en Vérin. Het ligt aan de rechteroever van de Rhône ten zuiden van Vienne. De wijngaard is in 2011 gekocht door François Pinault van Château Latour. 

## Terroir
- Bodem: graniet. De wijngaard bestaat uit terrassen.
- Klimaat: Mediterraan klimaat. Het terroir ligt op het zuiden, baadt in het zonlicht en wordt beschut tegen de noordelijke winden.

## Kenmerken
Aroma's van honing en fruit (perzik en abrikoos). Subtiele zuurgraad met een bepaalde rondheid. 
De wijn moet eigenlijk pas op z'n vroegst na 3 jaar geopend worden en ook nog veelal gedecanteerd worden. Het is een wijn die men drinkt bij eten. 

## Opbrengst en productie
- Areaal is ca. 4 ha.
- Opbrengst is gemiddeld 14 hl/ha.
- Productie bedraagt 55 hl (2011).